# Hijerarhija Katoličke Crkve
U Katoličkoj Crkvi među vjernicima s obzirom na dostojanstvo vrijedi istinska jednakost, ali njihove su službe različite. Unutar Crkve vjernici se dijele po službama koje su nerijetko hijerarhijski ustrojene. Osnovna podjela vjernika je na dva staleža, klerike i laike. Klerici su posvećeni službenici Crkve, dok su ostali laici. S obzirom na stupanj svetog reda, klerici se dijele na đakone, prezbitere (svećenike) i biskupe. Posebne službe i vlasti upravljanja u Crkvi uglavnom se dijele klericima, a neke se mogu podijeliti i laicima. Pored opće crkvene hijerarhije, vjernici iz oba staleža se mogu priključiti mnogim ustanovama i društvima (npr. redovničkim ustanovama) u kojima postoji zasebna hijerarhija. Takve ustanove moraju biti odobrene od nadležne crkvene vlasti.
Na vrhu crkvene hijerarhije stoji rimski biskup, papa, koji ima svu vlast u Crkvi. Upravo je po tome prepoznatljiva Katolička crkva. Osim njega, za određene osobe i na određenim područjima vlast imaju ordinariji, a za pojedina pitanja i niži crkveni službenici.
U ovom članku se govori o hijerarhiji samo Latinske Crkve. Za ostale autonomne crkve vidi Istočne katoličke Crkve.

## Biskupi
Biskupi su klerici koji su primili puninu svetog reda. Izvorno, njima pripada da budu ordinariji na određenom području zvanom mjesna crkva ili biskupija. Takvi biskupi se nazivaju dijecezanski. No danas biskupi mogu dobiti i druge službe u Crkvi, kao što je pomoćni biskup, nuncij ili službenik Rimske kurije. Ipak, i ti biskupi u naslovu imaju neku biskupiju kojom ne upravljanju, i zato se nazivaju naslovni biskupi. To su uglavnom povijesne biskupije koje više ne postoje i zovu se naslovne biskupije.

## Vrhovna crkvena vlast
Vrhovnu vlast u Crkvi čine papa i biskupski zbor.

### Papa
Papa je biskup rimske mjesne crkve. Po tom položaju on je vrhovni poglavar Katoličke crkve i u njoj ima apsolutnu vlast. Isključivo njemu pripada osnivanje drugih biskupija, postavljanje biskupa i još mnogo ovlasti.
Da bi mu bila osigurana potpuna sloboda, papa je suveren na malom teritoriju u gradu Rimu, Vatikanu. Papi pri upravljanju Crkvom pomažu uredi Rimske kurije smješteni u Vatikanu ili drugdje u Rimu, među kojima su državno tajništvo, dikasteriji (bivše kongregacije), papinska vijeća, komisije, akademije, sudovi i dr. Papa i njegovi uredi u kanonskom se pravu nazivaju Apostolska Stolica.
Papu biraju kardinali Svete rimske crkve mlađi od 80 godina na konklavi nakon smrti ili odreknuća prethodnoga pape. Kardinali su biskupi koji imaju neku drugu redovnu službu u Crkvi, a bira ih papa. Budući da od davnina rimskog biskupa bira rimska biskupija, kardinali, iako mogu biti iz bilo koje zemlje svijeta, po kardinalskom su naslovu pripadnici te biskupije. Kardinalska titula je uglavnom počasna, i osim izbora pape nosi malo drugih prava.

### Biskupski zbor
Zbor svih biskupa također predstavlja vrhovnu vlast u Crkvi, ali samo ako djeluje s papom na čelu. Biskupi vlast nad općom Crkvom svečano vrše na ekumenskom saboru. Redovito, biskupi savjetuju papu preko biskupske sinode.

## Partikularne crkve

### Vrste partikularnih crkava
Partikularne crkve prije svega su biskupije na čelu s dijecezanskim biskupom. No, s biskupijama su u pravu uglavnom izjednačene druge partikularne crkve:
- područna prelatura, kao područje koje iz nekog razloga nije proglašeno biskupijom, na čelu s prelatom;
- područna opatija, kao područje dano na brigu tamošnjoj opatiji, na čelu s opatom;
- apostolski vikarijat, kao područje u misijskim zemljama koje još nema dovoljno vjernika da bude biskupija, na čelu s apostolskim vikarom koji je uglavnom naslovni biskup,
- apostolska prefektura, kao područje u misijskim zemljama koje još nije spremno da bude apostolski vikarijat, na čelu s apostolskim prefektom koji je uglavnom svećenik te
- za stalno osnovana apostolska administratura, kao područje koje iz ozbiljnih razloga nije proglašeno biskupijom, na čelu s apostolskim administratorom.

Čelnici gornjih partikularnih crkava njima upravljaju kao ordinariji i izjednačeni su s dijecezanskim biskupima, te sve od sada rečeno za biskupije i dijecezanske biskupe vrijedi i za njih. Razlika je uglavnom teorijska: biskupi, prelati i opati mjesnom crkvom upravljaju u svoje ime, dok apostolski vikari, prefekti i administratori upravljaju u ime Apostolske Stolice, tj. pape. Ipak, u svima njima papa ima prvenstvo redovite vlasti prije svih ordinarija.
Kao analogne biskupijama mogu se smatrati i jedinice koje nisu prostorom definirane nego su posebne skupine vjernika:
- osobna prelatura na čelu s osobnim prelatom, trenutno je jedina takva Opus Dei;
- osobna apostolska administratura na čelu s osobnim apostolskim administratorom, trenutno je jedina takva Osobna apostolska administratura sv. Ivana Vianneya za katolike koji se služe tridentskim obredom;
- vojni ordinarijat, u koji spadaju svi vjernici u vojnoj službi u nekoj zemlji, na čelu s vojnim ordinarijem;
- osobni ordinarijat za bivše anglikance koji se prešli u Katoličku crkvu, osnovan 4. studenog 2009.

Posebno značajne biskupije mogu dobiti dodatne počasne nazive nadbiskupija i patrijaršija na čijem su čelu nadbiskup, odnosno patrijarh. Naziv nadbiskupa može dobiti i pojedini biskup osobno ako i ne upravlja nadbiskupijom. Ovi počasni nazivi ne nose nikakvu veću vlast, osim ako su povezani sa službom metropolita (vidi dalje).

### Udruživanje partikularnih crkava
Biskupije i ostale partikularne crkve se udružuju u crkvene pokrajine. One se pak udružuju u crkvene regije. Pored toga, biskupi iz jednog naroda ili države udružuju se u biskupsku konferenciju.
Biskupije se u pravilu povezuju u crkvene pokrajine. Na čelu crkvene pokrajine je metropolit koji je uvijek nadbiskup točno određene nadbiskupije u crkvenoj pokrajini. Ipak, jedno sjedište metropolita nije nadbiskupija, Rimska biskupija, i papa je metropolit koji nije nadbiskup. Nadbiskupije su većinom sjedišta motropolita, no to ne mora biti tako (npr. Zadarska nadbiskupija, koja uz to nije niti u jednoj crkvenoj pokrajini). Biskupije crkvene pokrajine koje nisu metropolitanske se nazivaju sufraganske, a njihovi biskupi sufragani. Metropoliti u sufraganskim biskupijama nemaju redovitu vlast, ali imaju neke posebne ovlasti nadzorne naravi. Neke od tih ovlasti ima i sufragan najstariji po promaknuću u metropolitanskoj biskupiji. Metropolit ima ovlast sazvati pokrajinski sabor na kojem sudjeluju svi biskupi crikvene pokrajine. Simbol metropolitove časti je palij.
Ponegdje, iako rjeđe, crkvene pokrajine se povezuju u crkvene regije. Crkvene regije imaju biskupske skupštine.
Na području jednog naroda ili države osnivaju se biskupske konferencije. Skupština biskupske konferencije, koju uglavnom čine svi biskupi s njenog područja, održava se barem jednom godišnje. Mogu donositi odluke samo u nekim područjima, kao što je liturgija, a njihove odluke obvezuju samo ako za njih glasa dvije trećine članova i potvrdi ih Apostolska stolica. Ipak, biskupske konferencije u praksi imaju veće ovlasti od biskupskih skupštine crkvenih regija i pokrajinskih sabora.
U nekim državama (npr. u Poljskoj) biskup jedne biskupije, najčešće najstarije u tom narodu, ima naslov primasa. To je u načelu počasni naslov i ne nosi sa sobom nikakvu vlast. U hrvatskim krajevima naslov primasa (Primas Dalmatiae atque totius Croatiae) nosio je svojedobno splitski, jednoć solinski, nadbiskup, i to sve do prve polovice 19. stoljeća.

### Unutrašnje uređenje partikularnih crkava
U biskupiji svu vlast ima dijecezanski biskup, osim u onim slučajevima koji su po pravu ili odlukom pape pripali drugoj višoj vlasti. Biskupa postavlja papa, savjetujući se s klerom biskupije i ostalim biskupima iz crkvene pokrajine ili biskupske konferencije.
Dok je stolica prazna biskupijom upravlja dijecezanski upravitelj kojeg imenuje zbor savjetnika (vidi dalje), ili apostolski administrator kojeg imenuje papa u posebnim slučajevima.
Ako potrebe savjetuju, papa u biskupiji može imenovati pomoćne biskupe ili biskupa koadjutora koji su naslovni biskupi. Oni pomažu biskupu u vođenju službe. Razlika je u tome što u slučaju da biskupska stolica ostane prazna biskup koadjutor automatski postaje dijacezanski biskup (nema dijecezanskog upravitelja), dok pomoćnim biskupima prestaje služba.
Za vršenje redovite vlasti, biskup imenuje generalnog vikara kao svog zamjenika. On je također ordinarij vjernicima u biskupiji i vrši svu vlast u ime biskupa, osim ako po pravu ili po biskupovoj volji sam biskup treba upravljati. Također, biskup može imenovati i biskupijske vikare s određenim užim ovlastima. Biskup bi za ove funkcije prije svega trebao imenovati biskupa koadjutora i pomoćne biskupe, a ako njih nema druge iskusne svećenike.
Pored toga, biskupija ima kancelara koji brine o arhivi te ekonoma i ekonomsko vijeće koji brinu o financijama biskupije. Oni mogu biti i laici.
Postoje i savjetodavna tijela: prezbiterijalno vijeće, zbor savjetnika i pastoralno vijeće. Prezbiterijalno vijeće se sastoji od svećenika i svojevrsan je biskupijski senat. Među članovima prezbiterijalnog vijeća biskup imenuje zbor savjetnika s kojim se mora posavjetovati u nekim određenim slučajevima. Također, zbor savjetnika ima i neke konkretne ovlasti za vrijeme prazne stolice, poimence imenuje dijecezanskog upravitelja i potvrđuje neke njegove odluke. Pastoralno vijeće se uglavnom sastoji od laika i savjetuje biskupa oko pastoralnih pitanja.

## Župe
Glavna upravna jedinica unutar partikularne crkve je župa. Nju vodi župnik kojega imenuje dijecezanski biskup među svećenicima. Njegova zadaća je izravno brinuti o povjerenu mu narodu, dijeliti sakramente, propovijedati i voditi sprovode te voditi župne knjige (matice krštenih, vjenčanih, umrlih isl.). Također, trebao bi upoznati svoje župljane, pohoditi ih, savjetovati i biti im potpora. On ipak nije ordinarij i nema vlast nad župljanima.
Ako je potrebno, biskup može župniku dodijeliti jednog ili više župnih vikara (kapelana), također iz reda svećenika, koji vode župu kao zamjenici župnika. Župa ima svoje pastoralno vijeće sastavljeno uglavnom od laika koje savjetuje župnika i ekonomsko vijeće koje brine o financijama župe.
Više župa udružuju se u dekanate na čijem je čelu dekan. Njegova zadaća je koordinirati rad župa u dekanatu i brinuti se o klericima.

## Vanjske poveznice
| Portal:Kršćanstvo | Portal: Kršćanstvo |

- Giga-Catholic Information (engl.)
- Catholic Hierarchy (engl.)